# Baron Martin
Baron Martin war ein erblicher britischer Adelstitel in der Peerage of England.

## Verleihung
Der Titel wurde am 23. Juni 1295 von König Eduard I. für William Martin geschaffen, indem dieser per Writ of Summons ins königliche Parlament berufen wurde.
Beim kinderlosen Tod seines Sohnes, des 2. Barons, fiel der Titel in Abeyance zwischen dessen beiden Schwestern Joan und Eleanor.

## Liste der Barone Martin (1295)
- William Martin, 1. Baron Martin (um 1257–1325)
- William Martin, 2. Baron Martin (um 1295–1326)